# Universidad Nacional del Sur

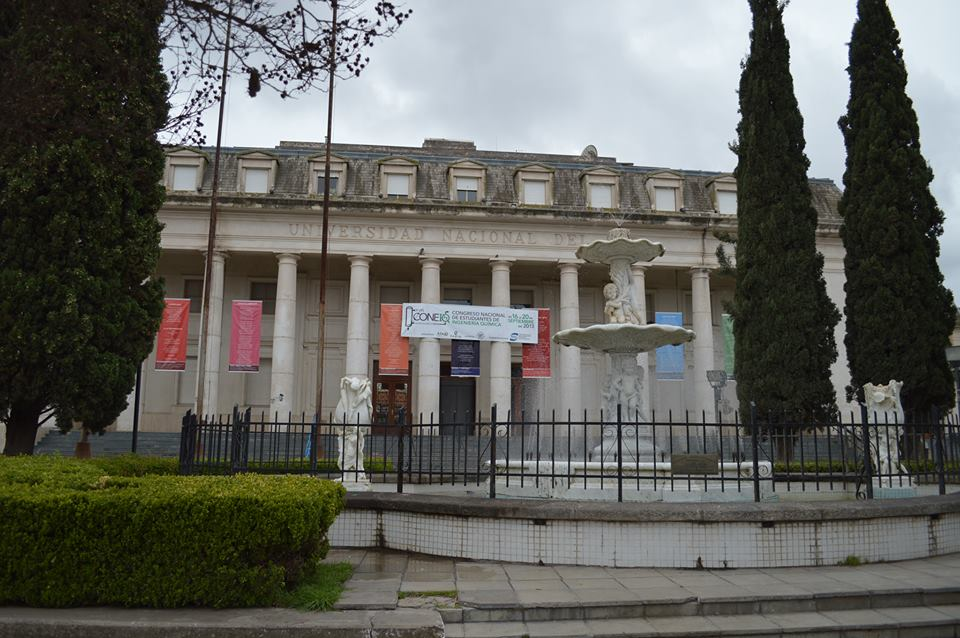

Die Universidad Nacional del Sur (auch bekannt als UNS, deutsch Nationale Universität des Südens) ist eine Universität in Argentinien. Sie wurde am 5. Januar 1956 gegründet und ging hervor aus dem Technological Institute of South (Instituto Tecnológico del Sur, ITS), die 1946 als National University of La Plata gegründet worden war. 
Ende 2019 studierten hier 24.332 Studenten, es waren mehr als 3.100 Professoren beschäftigt.

## Fakultäten
An der Universität bestehen 16 Fakultäten:
1. Fakultät für Sozialwissenschaften
2. Fakultät für Mathematik
3. Fakultät für Physik
4. Fakultät für Chemie
5. Fakultät für Geologie
6. Fakultät für Chemieingenieurwesen
7. Fakultät für Gesundheitswissenschaften
8. Fakultät für Verwaltungswissenschaften
9. Fakultät für Informatik
10. Fakultät für Ingenieurwissenschaften
11. Fakultät für Elektrotechnik und Computer
12. Fakultät für Tourismus, Geographie und Architektur
13. Fakultät für Agronomie
14. Fakultät für Biologie, Biochemie und Pharmazie
15. Fakultät für Wirtschaft
16. Fakultät für Rechtswissenschaften